# Hazlov
Hazlov (en allemand : Haslau) est une commune du district de Cheb, dans la région de Karlovy Vary, en République tchèque. Sa population s'élevait à 1 566 habitants en 2020.

## Géographie
Hazlov se trouve à 12 km au nord-ouest de Cheb, à 44 km à l'ouest-sud-ouest de Karlovy Vary et à 155 km à l'ouest de Prague.
La commune est limitée par Aš au nord-ouest et au nord, par l'Allemagne et Vojtanov à l'est, par Poustka et Libá au sud, et par l'Allemagne à l'ouest.

## Histoire
La première mention écrite de la localité date de 1224.